# Comfort (Wirginia Zachodnia)
Comfort – jednostka osadnicza w Stanach Zjednoczonych, w stanie Wirginia Zachodnia, w hrabstwie Boone.